# Vaejovis decipiens
Espèce
Synonymes
- Vaejovis mexicanus decipiens Hoffmann, 1931

Vaejovis decipiens est une espèce de scorpions de la famille des Vaejovidae.

## Distribution
Cette espèce est endémique du Mexique. Elle se rencontre au Chihuahua et dans le Sud du Sonora.

## Description
Vaejovis decipiens mesure de 50 à 60 mm.

## Systématique et taxinomie
Cette espèce a été décrite sous le protonyme Vaejovis mexicanus decipiens par Hoffmann en 1931. Elle est élevée au rang d'espèce par Sissom et Francke en 1985.

## Publication originale
- Hoffmann, 1931 : « Monografias para la Entomologia Medica de Mexico. Monografia num. 2. Los Scorpiones de Mexico. Primera parte Diplocentridae, Chactidae, Vejovidae. » Anales del instituto de Biología de la Universidad Nacional de México, vol. 2, no 4, p. 291-408.